# Tisamenus alviolanus
Tisamenus alviolanus is een insect uit de orde Phasmatodea en de familie Heteropterygidae. De wetenschappelijke naam van deze soort is voor het eerst geldig gepubliceerd in 2010 door Lit & Eusebio.